# كارمن أروفات
كارمن أروفات (مواليد 11 أكتوبر 2002) هي ممثلة إسبانية، اشتهرت لمشاركتها في الموسم السادس من مسلسل النخبة .

## وصلات خارجية
- كارمن أروفات على موقع IMDb (الإنجليزية)
- كارمن أروفات على موقع ميتاكريتيك (الإنجليزية)
- كارمن أروفات على موقع روتن توميتوز (الإنجليزية)
- كارمن أروفات على موقع قاعدة بيانات الأفلام العربية
- كارمن أروفات على موقع ألو سيني (الفرنسية)
- كارمن أروفات على موقع قاعدة بيانات الفيلم (الإنجليزية)
- كارمن أروفات على موقع كينوبويسك (الروسية)